# 上賀茂本通

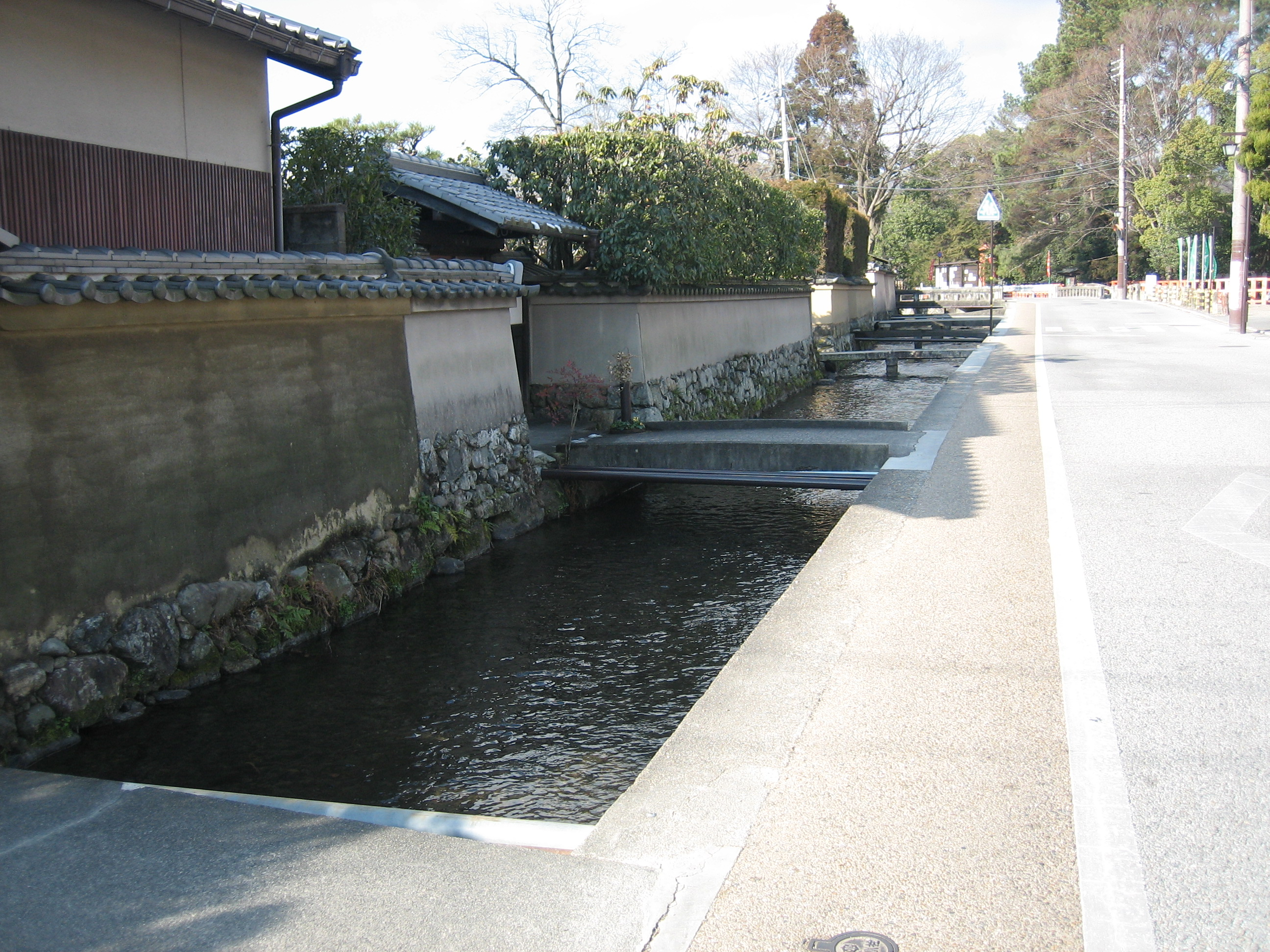
上賀茂本通 社家の町並みで知られる

上賀茂本通（かみがもほんどおり）は、京都市北区を通る東西の通りの一つである。

## 概要
地元では藤ノ木通（ふじのきどおり）とも呼ばれる。東は鞍馬街道や深泥池および下鴨中通に至る六叉路交差点（上賀茂池端町地内）を、西は上賀茂神社前ロータリー（上賀茂本山地内）を、それぞれ起終点とする。全線を通じて車両通行帯のない道路で、かつ京都府道103号上賀茂山端線の一部に含まれている。
上賀茂地域の代表的な通りで、特にクスノキの巨木が伸びる藤木社（ふじのきのやしろ）以西は、明神川が通りに沿って流れる美しい社家の町並みで著名である。
この通りは、長らく御薗橋（御薗橋通）から通じているが、昭和初期までは、大田神社前交差点周辺で途切れていた。1950年代に東へ延伸して、大田神社鳥居前から東へ向かう道と、上賀茂岡本町地内で合流するようになった。

## 社家の町並み
石垣を積み、土塀で囲った社家の歴史的な旧家が連なる。明神川に架かる小橋、瓦葺きの門や土塀越しに見える樹木が、歴史的景観を生み出している。1988年（昭和63年）に「重要伝統的建造物群保存地区」および「上賀茂郷界わい景観整備地区」に指定されている。また、美しい町並みを維持するため、京都市により電線類の地中化が進められている。
数寄屋造りの西村家別邸（錦部（にしごり）家旧宅）では、旧宅の一部と庭園（西村家庭園）が公開され、社家の内部を窺い知ることができる。「明神川から邸内に流れを呼び込み、庭園内の小川や池を経由して、再び川に流れゆく」という、いわば川と庭園を一体化させた工夫が見られる。庭園の奥には、神山（こうやま、上賀茂神社祭神・賀茂別雷命が降臨した山）の降臨石をかたどった石組みも配置され、上賀茂の社家ならではの庭園を楽しむことができる。1986年（昭和61年）に、京都市指定名勝として指定された。

## 藤木社

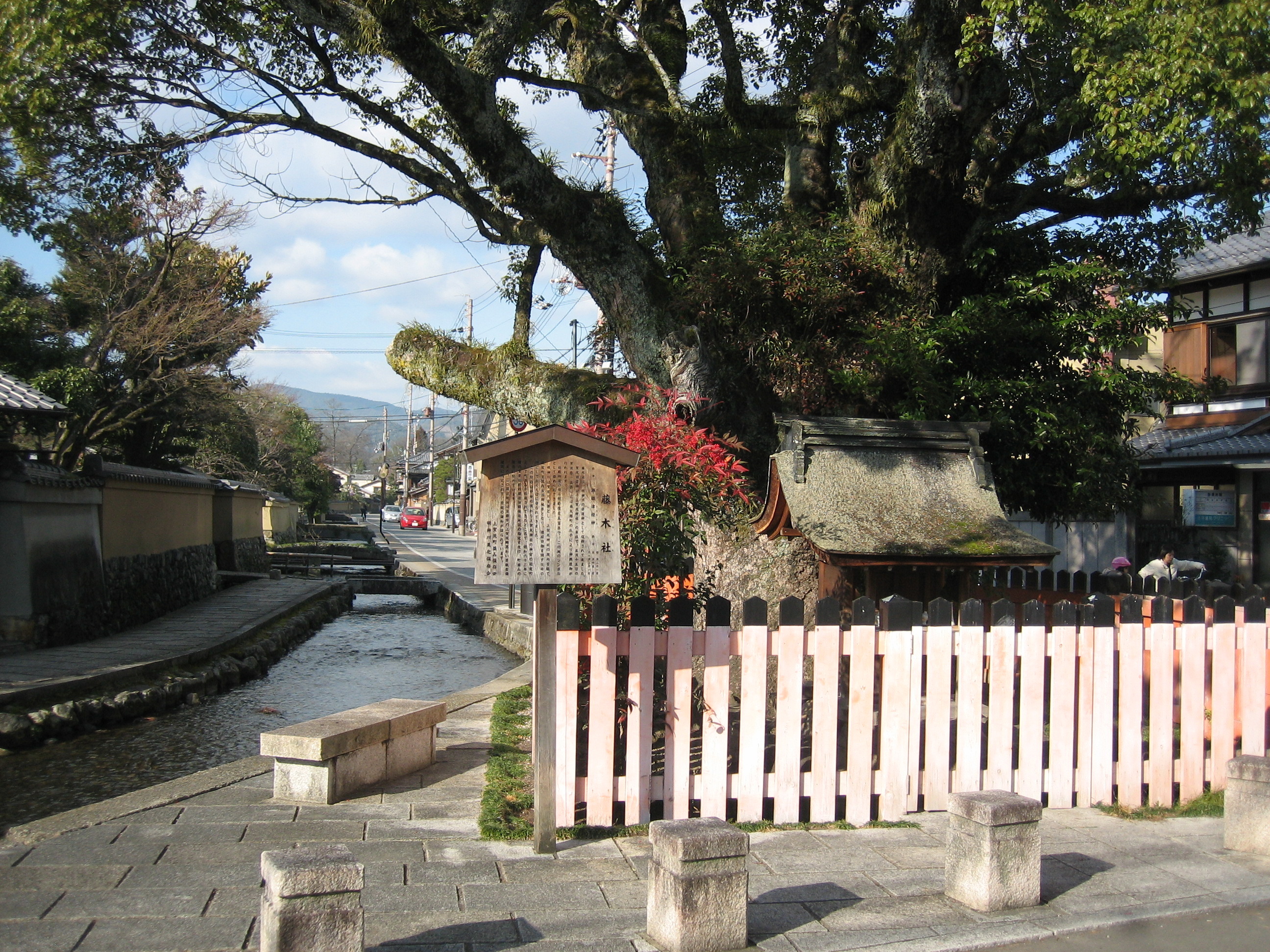
藤木社とクスノキ

明神川が南へ折れ曲がる三差路に、朱色の垣とクスノキの大樹に守られる、一間社流造の祠が建つ。上賀茂神社の末社の一つで、瀬織津姫神（せおりつひめのかみ）を祀る。樹齢500年といわれるクスノキは、2007年（平成19年）に京都市により「保存樹」と認定された。

## 沿線の主な施設
- 御薗橋
- 上賀茂神社
- 大田神社
- 深泥池

## 交差する道路など
- 京都府道61号京都京北線
- 京都府道40号下鴨静原大原線